# Glypta nigra
Glypta nigra là một loài tò vò trong họ Ichneumonidae.